# Rio Cârstea
O Rio Cârstea é um rio da Romênia, afluente do Putna, localizado no distrito de Suceava.